# Lijst van speelvelden in Battlefield 2
Dit is een lijst van Speelvelden (maps) waarop gespeeld kan worden in het computerspel Battlefield 2.
De gevechten in Battlefield 2 vinden plaats in totaal 14 speelvelden die maps of mappen worden genoemd. De verschillende strijdtonelen bevinden zich allemaal in gebieden in het Midden- en Verre Oosten. Drie militaire machten zijn betrokken in deze gevechten, met twee van hen in gevecht op één moment. De drie machten zijn: de USMC (Verenigde Staten), PLA (China) en de MEC (een fictief leger uit het Midden-Oosten dat tegen het Westen vecht.Middel-Oosten Coälitie)

## Dalian Plant
|  | - Locatie: Dalian, Manchuria, China, Azië. - Plaats: Kust. - Teams: USMC tegen de PLA. - In muliplayer en solospel beschikbaar. De VS rukken op om de Dalian Plant kernreactor in handen te krijgen en het elektriciteitsnetwerk van Noord-China te ontregelen. Eenheden van het Chinese leger hebben een leger gevormd om de Amerikanen tegen te houden. Deze locatie is zeer belangrijk voor beide partijen, want als de productiecapaciteit van de PLA flink wordt verminderd, kan niets de Amerikaanse eenheden tegenhouden om zich samen te voegen. |

## Daqing Oilfields
|  | - Locatie: Daqing, Manchuria, China, Azië. - Plaats: Winter, bos. - Teams: USMC tegen de PLA. - In muliplayer en solospel beschikbaar. De Amerikaanse strijdkrachten rukken op naar het zuiden om dit belangrijke strategische punt in de felle oorlog tegen China te veroveren. De VS zijn van plan de petroleum toevoer om te leiden om zo de industriële activiteiten van de PLA dwars te zitten. Er staat veel op het spel in deze strijd tussen het Amerikaans leger en de verdedigende Chinese strijdkrachten. Beide kanten wordt aangeraden voorzichtig te werk te gaan in dit onherbergzame landschap. |

## Dragon Valley
|  | - Locatie: Minshan bergketen, Huanglong, China, Azië. - Plaats: Herfst, riviervallei. - Teams: USMC tegen de PLA. - In multiplayer en solospel beschikbaar. Deze streek wordt ook wel 'het sprookjesland van de wereld' genoemd. Er is een legende die verteld dat een Gele Draak de koning hielp om zijn vallei droog te krijgen. Maar nu wordt deze vallei bedreigd door oprukkende Amerikaanse soldaten, die zich proberen te vestigen in de Minshan bergketen. De eenheden van de Amerikaanse mariniers trekken ten strijde in deze sector. De troepen van het Chinese leger worden opgeroepen om hun voorouderlijke grond te verdedigen in wat een bittere strijd belooft te worden. |

## FuShe Pass
|  | - Locatie: Manchuria, China, Asia. - Plaats: Noordoostelijk hoogland. - Teams: USMC tegen de PLA. - In multiplayer en solospel beschikbaar. Amerikaanse en Chinese troepen strijden om de waardevolle mijnen in het noorden van China, zij stellen zich in hoog tempo tegenover elkaar op. De troepen verplaatsen zich door de nauwe, diepe geulen die deze streek kenmerken, om de waardevolle uraniummijnen in handen te krijgen. Een confrontatie is onvermijdelijk. In de dubbele aanval in deze onherbergzame streek heeft het leger met de meeste lef het meeste voordeel. |

## Gulf of Oman
|  | - Locatie: Golf van Oman, Perzische golfkust, Midden-Oosten. - Plaats: Kust. - Teams: USMC tegen MEC. - In multiplayer en solospel beschikbaar. Een verkenningseenheid van de USMC is 's nachts geland op dit strand aan de Perzische golf, om een nabijgelegen MEC-vliegveld in te nemen. Voor beide partijen staat veel op het spel. De mariniers lopen het risico de zee weer in te lopen. De MEC-troepen kunnen een belangrijke luchtmachtbasis kwijtraken, waarmee de Amerikaanse strijdkrachten toegang krijgen tot strategische olievelden. Beide partijen bereiden zich voor op de laatste zware slag. |

## Highway Tampa
|  | - Locatie: Iraq - Plaats: Woestijn - Teams: USMC tegen de MEC. - Alleen in multiplayer beschikbaar. - Deze map staat bekend om de vele tanks. Deze map zit niet standaard bij Battlefield 2, maar is te downloaden van de website van EA |

## Kubra Dam
|  | - Locatie: Onbekende rivierbedding, Saoedi-Arabië, Midden-Oosten. - Plaats: Zomer, dam. - Teams: USMC tegen de MEC. - Alleen in multiplayer beschikbaar. De USMC stellen zich op bij een belangrijke dam in de Saudische woestijn, zij willen deze belangrijke dam innemen. Om deze Amerikaanse dreiging af te slaan heeft de MEC haar eigen mobiele brigades ingezet. Dit ruige woestijngebied bestaat uit verschillende terreinsoorten, die het uiterste vergen van de strategische tactieken van beide partijen. Het uiteindelijke doel van beide partijen is de controle over de gehele Kubra Dam-sector. |

## Mashtuur City
|  | - Locatie: vlak bij de Perzische golf, Iran, Midden-Oosten. - Plaats: Stedelijk. - Teams: USMC tegen de MEC. - Alleen in multiplayer beschikbaar. Eenheden van de Amerikaanse grondtroepen moeten Mashtuur City veroveren, een belangrijk strategisch punt om de opmars van het leger naar het Midden-Oosten te versterken. De MEC-troepen zijn bereid de stad tegen elke prijs te verdedigen. In de strijd om de belangrijke controleposten van de stad worden alle aspecten van moderne oorlogvoering uit de kast gehaald, waaronder pantsers, helikopters en infanterie. De overwinning gaat naar de partij die het merendeel van Mashtuur in handen heeft als de strijd afgelopen is. |

## Operation Clean Sweep
|  | - Locatie: opening tot de Perzische golf. - Plaats: archipel. - Teams: USMC tegen de MEC. - In multiplayer en solospel beschikbaar. Deze belangrijke toegangsweg naar de Perzische golf is in handen van plaatselijke eenheden van de MEC, die een sterke verdedigingslinie hebben opgezet op de verschillende eilandjes. Voordat de Amerikaanse troepen deze waterweg vrij kunnen maken van MEC-eenheden, moeten ze met hun luchttroepen de kerncentrale van de MEC uitschakelen. Daarna moeten ze het kanaal opvaren om de eilanden in te nemen die worden verdedigd door de strijdlustige strijdkrachten van de MEC. |

## Sharqi Peninsula
|  | - Locatie: Schiereiland in de Perzische golf. - Plaats: Kust, stedelijk gebied. - Teams: USMC tegen de MEC. - In multiplayer en solospel beschikbaar. Deze belangrijke positie aan de Perzische golf is voorzien van een tv-zender met een krachtige zendmast, waarmee de propaganda van de MEC wordt verzonden. De Amerikaanse eenheden hebben de zendmast veroverd en de troepen van de MEC zetten de tegenaanval in. Deze kleine en rustige kustplaats met villa's, markten en strandhuisjes zal binnenkort veranderen in een modern strijdtoneel. De Amerikaanse eenheden zullen hun nieuw verworven communicatiemiddel niet zonder slag of stoot uit handen geven. |

## Songhua Stalemate
|  | - Locatie: Vlak bij Songhua, Manchuria, China. - Plaats: Herfst, Moeras. - Teams: USMC tegen de PLA. - In multiplayer en solospel beschikbaar. Amerikaanse troepen rukken vanaf de vlakten van Rusland op naar China, waar in de haast gemobiliseerde Chinese troepen zich verzamelen om de aanval te stuiten. De troepen vallen elkaar om de beurt aan om deze belangrijke aanvoerroute in handen te krijgen. Er staat veel op het spel in deze dubbele aanval om de doorgang naar zuidelijk Mantsjoerije. |

## Strike at Karkand
|  | - Locatie: Karkand, Midden-Oosten. - Plaats: Zomer, stad. - Teams: USMC tegen de MEC - In multiplayer en solospel beschikbaar. Amerikaanse strijdkrachten gaan over tot de aanval om de industriële faciliteiten en de haven van Karkand te veroveren. Ze weten dat de MEC troepen zich hier verschansen om de stad tot het uiterste te verdedigen. Het terrein rond Karkand is open genoeg om zonder hinder het vuur te openen, maar het gevaar komt uit de stad: sluipschutters en antitankraketten. Beide partijen hebben er baat bij om de basissen in de beschutte stad Karkand te veroveren. |

## Wake Island 2007
|  | - Locatie: Wake Island, Noordelijke Grote Oceaan - Plaats: Kust - Teams: USMC tegen PLA - Alleen in multiplayer beschikbaar. Strijdkrachten van het Chinese volksleger hebben onverwachts Wake Island aangevallen en bezet, om de Amerikaanse aanvoerlijnen te ondermijnen. De troepen van Amerika zijn uit Manstsjoerije teruggehaald om de Chinezen van het eiland te verdrijven. De luchtmachtbasis is het grootste machtobject van de Chinese luchtstrijdkrachten, maar is erg kwetsbaar voor aanvallen van de grond vanuit het noorden en het zuiden van het eiland. |

## Zatar Wetlands
|  | - Locatie: Midden-Oosten - Plaats: Moeras, kust van de Rode Zee. - Teams: USMC tegen de MEC. - In multiplayer en solospel beschikbaar. In de Zatar Wetlands bevinden zich grote, natuurlijke gasreservoirs, dit is geen makkelijk strijdtoneel voor de troepen van de VS en de MEC. Talloze riviertjes verdelen het landschap in moerassige eilandjes, dit zorgt ervoor dat er geen zware voertuigen kunnen komen. Als de troepen van de VS oprukken hebben de MEC troepen in het begin een licht overwicht in de lucht, hierdoor zal het verlaten vliegveld een van de belangrijkste strategische punten zijn. Hiernaast is het beschermen van de aanvoerlijnen erg belangrijk. |